# Tungvikt i fristil i brottning vid olympiska sommarspelen 1980
Herrarnas brottningsturnering i fristil i viktklassen tungvikt vid olympiska sommarspelen 1980 avgjordes i CSKA Moskva i Moskva. 

## Medaljörer
| Klass    | Guld                       | Silver                         | Brons                             |
| Tungvikt | Illja Mate · Sovjetunionen | Slavtjo Tjervenkov · Bulgarien | Július Strnisko · Tjeckoslovakien |

## Resultat
Legend
- TF — Vinst genom fall
- IN — Vinst genom att motståndaren skadas
- DQ — Vinst genom passivitet
- D1 — Vinst genom passivitet, vinnaren är också passiv
- D2 — Båda brottarna förlorade på grund av passivitet
- FF — Vinst genom förverkande
- DNA — Anlände inte
- TPP — Totala straffpoäng
- MPP — Matchstraffpoäng

Straff
- 0 — Vinst genom fall, teknisk överlägsenhet, passivitet, skada och förverkande
- 0.5 — Vinst på poäng, 8-11 poängs skillnad
- 1 — Vinst på poäng, 1-7 poängs skillnad
- 2 — Vinst på passivitet,  vinnaren är också passiv
- 3 — Förlust på poäng, 1-7 poängs skillnad
- 3.5 — Förlust på poäng, 8-11 poängs skillnad
- 4 — Förlust genom fall, teknisk överlägsenhet, passivitet, skada och förverkande

### Elimineringsrunda

#### Omgång 1
| TPP | MPP |                          | Poäng     |                              | MPP | TPP |
| --- | --- | ------------------------ | --------- | ---------------------------- | --- | --- |
| 4   | 4   | Satpal Singh (IND)       | TF / 4:28 | Július Strnisko (TCH)        | 0   | 0   |
| 4   | 4   | Saleh El-Said (SYR)      | TF / 3:45 | Harald Büttner (GDR)         | 0   | 0   |
| 0   | 0   | Vasile Pușcașu (ROU)     | IN / 6:46 | Frank Andersson (SWE)        | 4   | 4   |
| 0   | 0   | Bárbaro Morgan (CUB)     | TF / 2:46 | Khorloogiin Bayanmönkh (MGL) | 4   | 4   |
| 0   | 0   | Ilja Mate (URS)          | TF / 3:42 | Santiago Morales (ESP)       | 4   | 4   |
| 4   | 4   | Bourcard Bineli (CMR)    | TF / 1:22 | Ambroise Sarr (SEN)          | 0   | 0   |
| 0   | 0   | Slavcho Chervenkov (BUL) | DQ / 6:42 | Antal Bodó (HUN)             | 4   | 4   |
| 0   |     | Tomasz Busse (POL)       |           | Bye                          |     |     |

#### Omgång 2
| TPP | MPP |                              | Poäng     |                          | MPP | TPP |
| --- | --- | ---------------------------- | --------- | ------------------------ | --- | --- |
| 0   | 0   | Tomasz Busse (POL)           | 18 - 3    | Satpal Singh (IND)       | 4   | 8   |
| 0   | 0   | Július Strnisko (TCH)        | TF / 0:48 | Saleh El-Said (SYR)      | 4   | 8   |
| 1   | 1   | Harald Büttner (GDR)         | 6 - 5     | Vasile Pușcașu (ROU)     | 3   | 3   |
| 4   | 4   | Bárbaro Morgan (CUB)         | DQ / 7:02 | Ilja Mate (URS)          | 0   | 0   |
| 4   | 0   | Khorloogiin Bayanmönkh (MGL) | TF / 2:42 | Santiago Morales (ESP)   | 4   | 8   |
| 8   | 4   | Bourcard Bineli (CMR)        | TF / 1:14 | Slavcho Chervenkov (BUL) | 0   | 0   |
| 4   | 4   | Ambroise Sarr (SEN)          | DQ / 5:11 | Antal Bodó (HUN)         | 0   | 4   |
| 4   |     | Frank Andersson (SWE)        |           | DNA                      |     |     |

#### Omgång 3
| TPP | MPP |                      | Poäng     |                              | MPP | TPP |
| --- | --- | -------------------- | --------- | ---------------------------- | --- | --- |
| 1   | 1   | Tomasz Busse (POL)   | 10 - 6    | Július Strnisko (TCH)        | 3   | 3   |
| 1.5 | 0.5 | Harald Büttner (GDR) | 11 - 3    | Bárbaro Morgan (CUB)         | 3.5 | 7.5 |
| 3   | 0   | Vasile Pușcașu (ROU) | TF / 2:26 | Khorloogiin Bayanmönkh (MGL) | 4   | 8   |
| 0   | 0   | Ilja Mate (URS)      | TF / 1:41 | Antal Bodó (HUN)             | 4   | 8   |
| 8   | 4   | Ambroise Sarr (SEN)  | TF / 1:08 | Slavcho Chervenkov (BUL)     | 0   | 0   |

#### Omgång 4
| TPP | MPP |                       | Poäng |                          | MPP | TPP |
| --- | --- | --------------------- | ----- | ------------------------ | --- | --- |
| 4   | 3   | Tomasz Busse (POL)    | 4 - 4 | Harald Büttner (GDR)     | 1   | 2.5 |
| 4   | 1   | Július Strnisko (TCH) | 8 - 7 | Vasile Pușcașu (ROU)     | 3   | 6   |
| 1   | 1   | Ilja Mate (URS)       | 6 - 4 | Slavcho Chervenkov (BUL) | 3   | 3   |

#### Omgång 5
| TPP | MPP |                          | Poäng     |                      | MPP | TPP |
| --- | --- | ------------------------ | --------- | -------------------- | --- | --- |
| 7   | 3   | Tomasz Busse (POL)       | 2 - 9     | Ilja Mate (URS)      | 1   | 2   |
| 4   | 0   | Július Strnisko (TCH)    | DQ / 8:21 | Harald Büttner (GDR) | 4   | 6.5 |
| 3   |     | Slavcho Chervenkov (BUL) |           | Bye                  |     |     |

### Sista omgångarna
| TPP | MPP |                          | Poäng  |                          | MPP | TPP |
| --- | --- | ------------------------ | ------ | ------------------------ | --- | --- |
|     | 1   | Ilja Mate (URS)          | 6 - 4  | Slavcho Chervenkov (BUL) | 3   |     |
| 3.5 | 0.5 | Slavcho Chervenkov (BUL) | 11 - 3 | Július Strnisko (TCH)    | 3.5 |     |
| 1   | 0   | Ilja Mate (URS)          | 15 - 3 | Július Strnisko (TCH)    | 4   | 7.5 |